# Церква Воздвиження Чесного Хреста (Туропин)
Церква Воздвиження Чесного Хреста — чинна дерев'яна церква у селі Туропин, Ковельського району, Волинської області. Пам'ятка архітектури України національного значення, охоронний номер 97. Парафія належить до Володимир-Волинської єпархії Православної церкви України. Престольне свято — 14 вересня (Воздвиження Хреста Господнього).

## Розташування
Церква знаходиться біля головної дороги, посеред Туропина.

## Історія

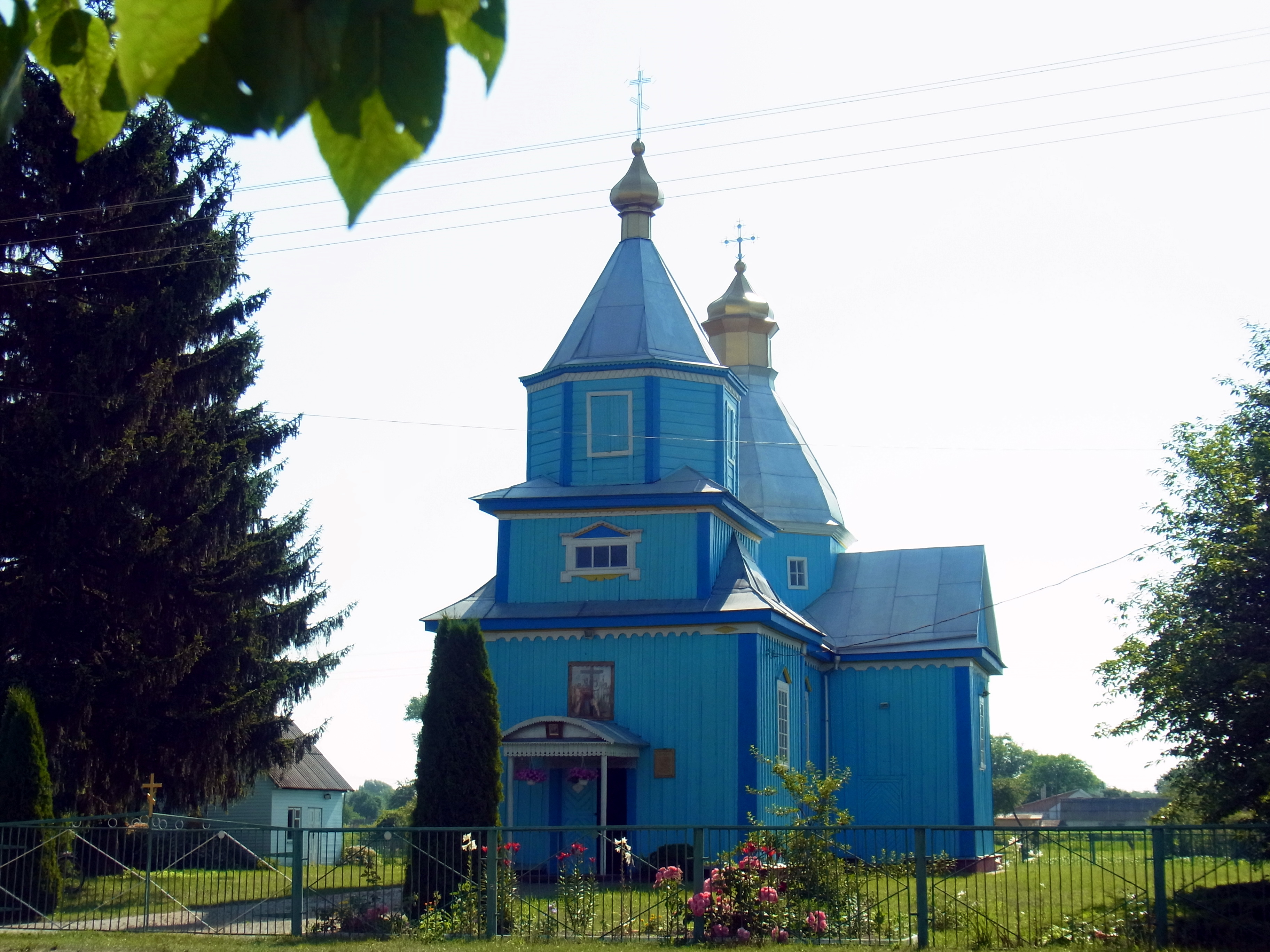

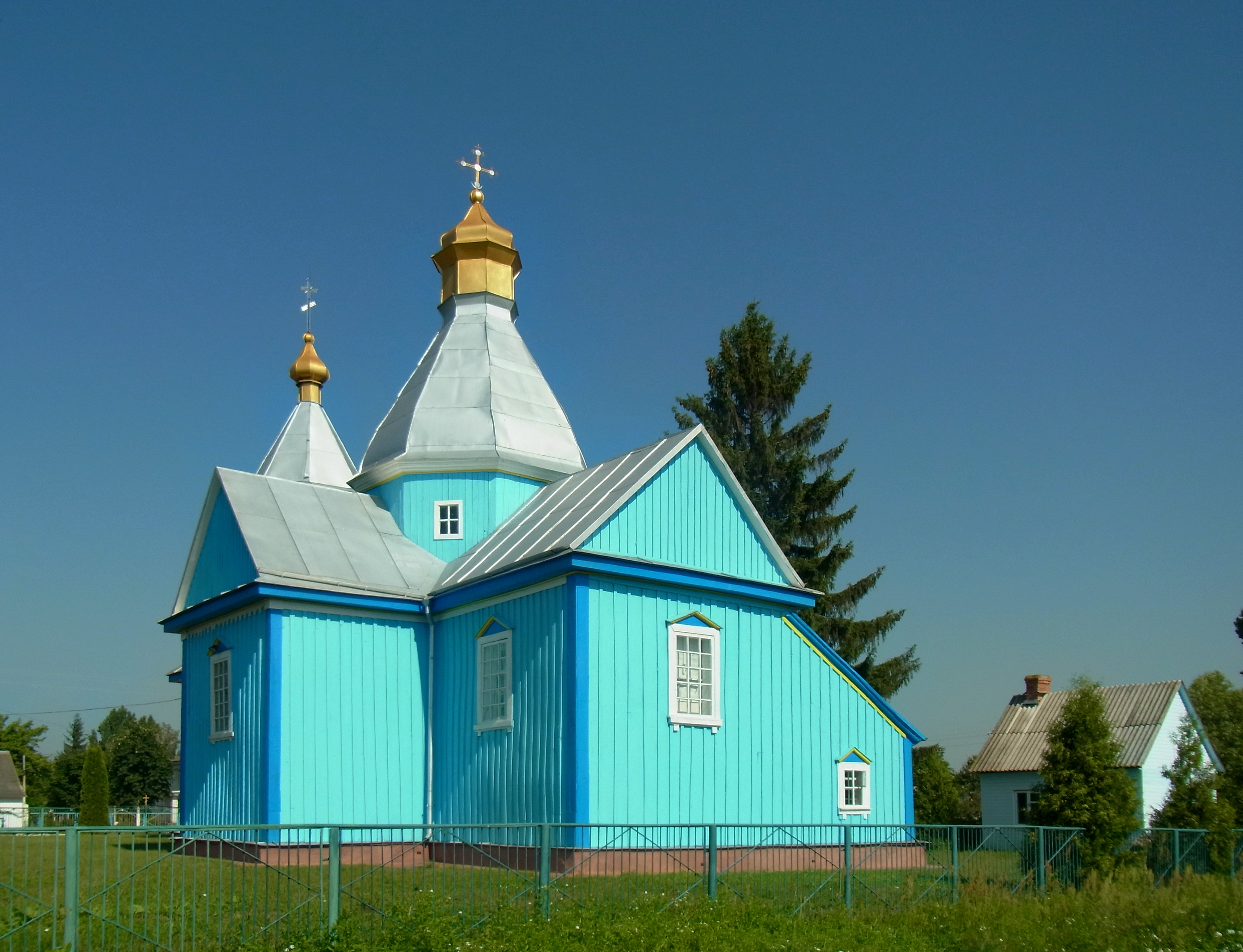

Церкву збудували у 1777 році. Була перебудована у другій половині ХІХ ст.  
На початку 1950-х років церква була закрита окупаційною комуністичною владою, і поволі руйнувалася.
Наприкінці 1980-х років громада отримала дозвіл на реєстрацію. Відновлено богослужінь у січні 1992 року. 
У 2008 році церкву ґрунтовно відремонтували. 

### Перехід з УПЦ МП до ПЦУ
21 листопада 2022 року парафія перейшла до Православної Церкви України і була прийнята у клір Володимир-Волинської єпархії.

## Архітектура
Церква тризрубна, одноверха, хрещата у плані, волинського типу з характерними рисами московського культового зодчества того часу. Із заходу церква має дерев'яну двоярусну шатрову дзвіницю, яку було прибудовано під час реконструкції у XIX ст. 
У центральній частині церкви світловий восьмерик, на середхресті нави, завершується високою грушоподібною банею, увінчаною масивним ліхтарем з маківкою. До вівтаря, з півночі, прилягає захристія.